# Lễ hội bánh giầy bánh chưng
Lễ hội bánh giầy bánh chưng là lễ hội được tổ chức hàng năm từ ngày 11-13/5 âm lịch, tại Sầm Sơn, Thanh Hoá. Lễ hội này được tổ chức với mục đích tôn vinh tổ nghề dệt xúc và thờ thần Độc Cước của người bản địa và hy vọng cho một mùa màng tươi tốt, an khang thịnh vượng và mong sao cho mưa thuận gió hòa vì đa số người dân làm nghề nông. Lễ hội được khai mạc khi mọi người diễu kiệu quanh các đường phố chính rồi về tập hợp lại khu vực sân Đền Độc Cước để chuẩn bị cho phần nghi lễ chính thức. Sau đó tới một loạt những phần lễ phong tục quan trong khác như phần lễ tế, đọc chúc văn tưởng nhớ công ơn của các tiền bối đi trước, những người đã có công khai phá và xây dựng vùng đất Sầm Sơn và nhờ họ mà dân làng mới được như ngày hôm này. Sau phần nghi lễ, thì bắt đầu những trò chơi vui nhộn với sự tham gia đông đảo của các người dân địa phương với các cuộc thi như thi đi cà kheo, thi kéo co...
Phần đặc sắc nhất và không kém phần nhộn nhịp trong lễ hội là cuộc thi làm bánh giầy giữa 7 làng của Sầm Sơn xem ai có tài nhất. Mục đích của cuộc thi chỉ để vui là chính, thắng thua không quan trọng. Những chiếc bánh giầy có đường kính khoảng 30 cm và các bánh chưng có mỗi cạnh 40 cm được làm một cách chu đáo từ khâu đầu cho tới khâu cuối, đã trải qua rất nhiều công đoạn như chọn gạo, đậu, thịt, lá gói đến kỹ thuật chế biến rồi sau đó được đặt sang trọng trên những chiếc kiệu và được dân làng đưa về tế lễ ở khu vực đền Độc Cước. Sau nghi thức, những chiếc bánh chưng, bánh giầy được các làng cùng nhau chấm điểm để xem làng nào làm bánh có mùi vị ngon nhất. Sau khi lễ hội kết thúc, bánh được chia đều cho dân trong làng để họ cùng nhau hưởng lộc, phúc để trong năm gặp nhiều may mắn và bình an.